# Joan Botam

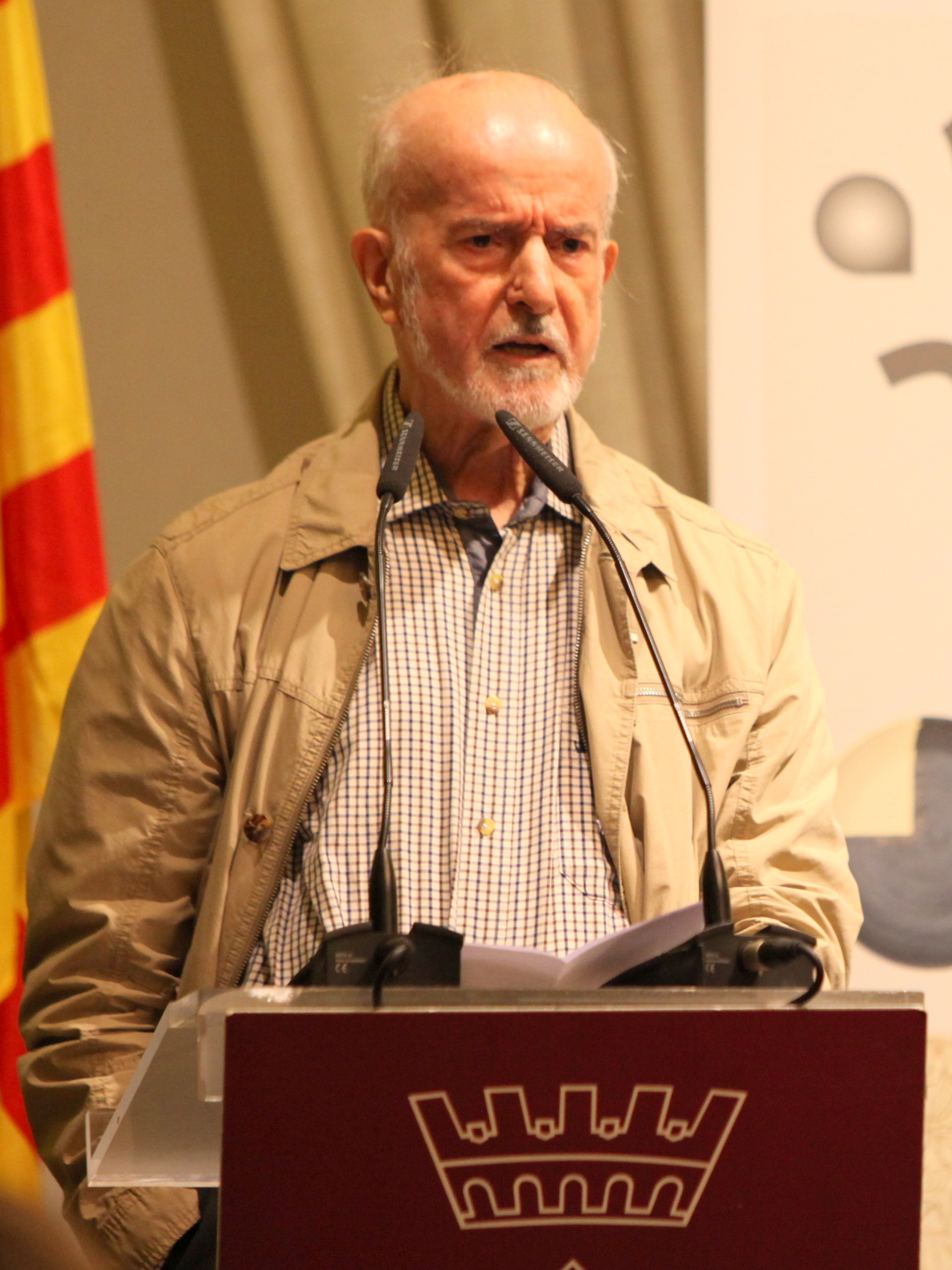
Joan Botam i Casals

Joan Botam i Casals OFMCap (* 21. September 1926 in Les Borges Blanques, Spanien; † 30. November 2023) war ein katalanischer Ordensgeistlicher.

## Leben
Nach seinem Schulabschluss arbeitete Joan Botam zunächst im Eigentumsregister und als Kontrolleur im Rathaus von Les Borges Blanques. 1944 trat er als Novize bei den Kapuzinern in Arenys de Mar ein. Sein Ordensname war Fra Salvador de les Borges. Nach seiner theologischen Ausbildung empfing er 1952 die Priesterweihe. Nach einem Doktoratsstudium an der Päpstlichen Universität Gregoriana und an der Päpstlichen Universität Salamanca wurde er 1955 zum Dr. theol. promoviert. 1957 wurde er zum Vizedirektor, und später Direktor, der Akademie für Philosophie und Theologie der Kapuziner ernannt. Er lehrte als Professor für Philosophie und Theologie der Kapuziner. Sein großes Interesse an der katalanischen Kultur zeigte sich unter anderem in seinem Werk Arnau de Vilanova, moralista (Der Moralist Arnau de Vilanova, 1956), für das ihm das Institut katalanischer Studien den Jaume Serra i Húnter-Preis verlieh.
1963 wurde er Provinzvikar der Kapuziner von Katalonien. Zugleich war er Kaplan der ökumenischen Institution Pax Christi. In dieser Zeit nahm er an vielen Initiativen teil, die zum Pazifismus oder zum Ökumenismus in Beziehung standen. So war er einer der Begründer des Víctor-Seix-Instituts für Polemologie sowie Mitglied des Preisgerichts des Johannes-XXIII-Memorandums. Er arbeitete intensiv mit der antifranquistischen Kulturellen Resistenz zusammen und hatte eine essentielle Rolle in der Caputxinada, die 1966 stattfand. Der Staatsgouverneur von Barcelona, Antonio Ibáñez Freire, versuchte daher, ihn aus Spanien zu vertreiben, was aber durch Intervention der religiösen Behörden und des Heiligen Stuhls abgewendet wurde.
1984 stiftete er das ökumenische Zentrum Kataloniens, um den Dialog zwischen Orthodoxen, Anglikanern, Katholiken und Protestanten zu fördern. Während der Olympischen Sommerspiele 1992 stiftete er die interkulturelle Plattform von Barcelona: zur Förderung des Dialogs zwischen den Religionen und um den Sportlern aus verschiedenen Religionen einen gemeinsamen Ort für ihre Gebete zu bieten. Daraus ging auch das Abraham-Zentrum in Poblenou, Barcelona hervor. Gleichzeitig wurde er zum Präsidenten des Bundes der Mitglieder religiöser Orden von Katalonien (URC) ernannt. Als solcher förderte er auch den ersten Kongress zum religiösen Leben in Katalonien. 
1997 war er Präsident der Entwurfskommission für das interreligiöse Zentrum, einen städtischen Dienst für die Beachtung von religiösen Menschen und religiösen Orden in Barcelona. 2000 war er gemeinsam mit Enric Capó Representant von Barcelona im Millenniumgipfel für geistige und religiöse Führer bei den Vereinten Nationen.
2010 verlieh ihm die regionale katalanische Regierung den Creu-de-Sant-Jordi-Preis für seine Mitwirkung am Dialog zwischen den Religionen und seine Förderung von Friede, Koexistenz und Verständnis zwischen den Kulturen. Er ist auch Preisträger für Koexistenz und interreligiösen Dialog von dem Grup de Treball Estable de Religions (Gruppe der beständigen Arbeit von Religionen, GTER).
Joan Botam starb am 30. November 2023 im Alter von 97 Jahren im Kapuzinerkloster von Sarrià.